# 파비아 전투
파비아 전투(Battle of Pavia)는 1525년 2월 24일 이탈리아 지배를 둘러싸고 신성 로마 제국과 프랑스가 벌인 이탈리아 전쟁 제 2기에 벌어진 전투이다. 파비아 성을 포위한 프랑스군을 역 포위한 신성 로마 제국군은 양동작전을 벌여 프랑스군을 격파했다. 프랑스군의 패배로 국왕 프랑수아 1세는 포로가 되어 굴욕적인 마드리드 조약(Treaty of Madrid,1526년)을 체결하고 이탈리아, 플랑드르, 부르고뉴 지방에 대한 영향력을 포기해야 했다.

## 배경
1519년 신성 로마 제국 황제에 선출된 스페인 합스부르크 왕가 출신의 국왕 카를로스 1세에게 대항하기 위해 프랑스 국왕 프랑수아 1세는 이탈리아를 침공했다. 이탈리아에 대한 영향력과 카를 5세(카를로스 1세의 새 명칭)의 세력강화, 그에 편승한 샤를 3세 드 부르봉의 반기에 직면한 프랑수아 1세는 왕권강화를 위해 이탈리아 지역의 필요성을 느끼고 있었다. 그러나 프랑스군은 전투에서 고전해 프랑수아 1세가 직접 롬바르디아에 침공해 파비아성을 포위했다. 이에 대항해 카를 5세는 구원을 위해 군을 파견하여 양군이 파비아에서 전투를 벌이게 되었다.

## 진행 과정

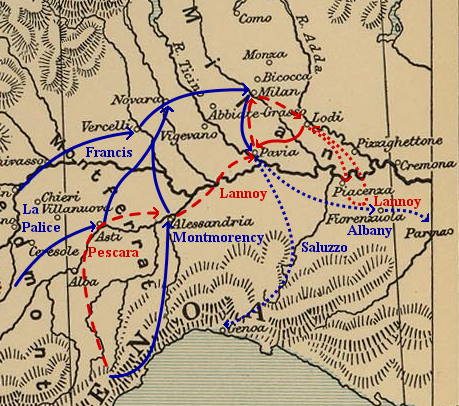
프랑스군의 진격 상황

프랑스는 비코가 전투의 패배로 롬바르디아를 상실했다. 프랑수아 1세는 보니베의 영주 기욤 구피에에게 탈환을 명령했으나 세지아 전투에서 황제군에게 패배했다. 황제군 사령관 샤를 드 라노이는 페르난도 다발로스(페스카라의 후작), 부르봉 공(公) 샤를 3세에게 명령해 프로방스 지방을 공격하게 했으나 마르세유 공방전에서 시간을 허비해 프랑스군이 구원해 오자 퇴각했다.
1524년 10월 중순 프랑수아 1세는 4만 병력을 이끌고 이탈리아를 침공해 밀라노로 진격했다. 프랑스군은 황제군을 전장으로 끌어들이려 했으나 성공하지 못했고, 샤를 드 란누아는 밀라노를 포기하고 10월 26일 롬바르디아의 도시 로디로 후퇴했다. 밀라노를 루이 2세 드 라 트레무아유에게 맡기고 프랑수아 1세는 파비아로 진격했다. 파비아에는 안토니오 데 레이바가 지휘하는 황제군 9천명이 있었는데, 대부분이 용병이었다.
11월 2일 프랑스군 몽모랑시 장군이 티치노강을 건너 파비아 남쪽에서 공격을 가해 포위망을 완성했다. 전초전과 포격전이 이어지고, 11월 21일 무너진 성벽 2곳을 통해 시내로 진입하려던 프랑스군은 수비측의 완강한 저항에 많은 사상자를 내고 퇴각했다. 잦은 비와 화약의 부족으로 프랑스군은 포위전으로 수비군을 지치게해 항복시키기로 했다.
12월 초 우고 데 몽카다가 이끄는 에스파냐군이 제노바에서 벌어진 친(親)프랑스파와 친(親)황제파의 갈등에 간섭하기 위해 왔다가 프랑수아 1세가 파견한 살루초 후작의 프랑스군과 안드레아 도리아가 지휘하는 프랑스 함대에 패해 항복했다. 프랑수아 1세는 교황 클레멘트 7세와 밀약을 맺는데, 교황의 나폴리 정복을 돕는 대신 카를 5세를 지원하지 말라는 내용이었다.
프랑수아 1세가 올버니 공작을 보내 교황을 지원하자 란누아는 피오렌추올라 근처에서 프랑스군을 막으려 했다. 그러나 프랑스가 고용한 조반니 데 메디치의 악명 높은 용병부대 "검은군단"과 맞부딪친 황제군은 큰 피해를 입고 퇴각해야만 했다. 메디치는 페라라 공작이 모은 화약과 포탄을 가지고 파비아로 귀환했지만, 그라우뷘덴 출신의 5천명에 가까운 스위스 용병이 그들의 고향에 쳐들어온 란츠크네흐츠 용병부대를 막기 위해 군을 이탈함에 따라 프랑스군은 난처한 상황에 직면했다.

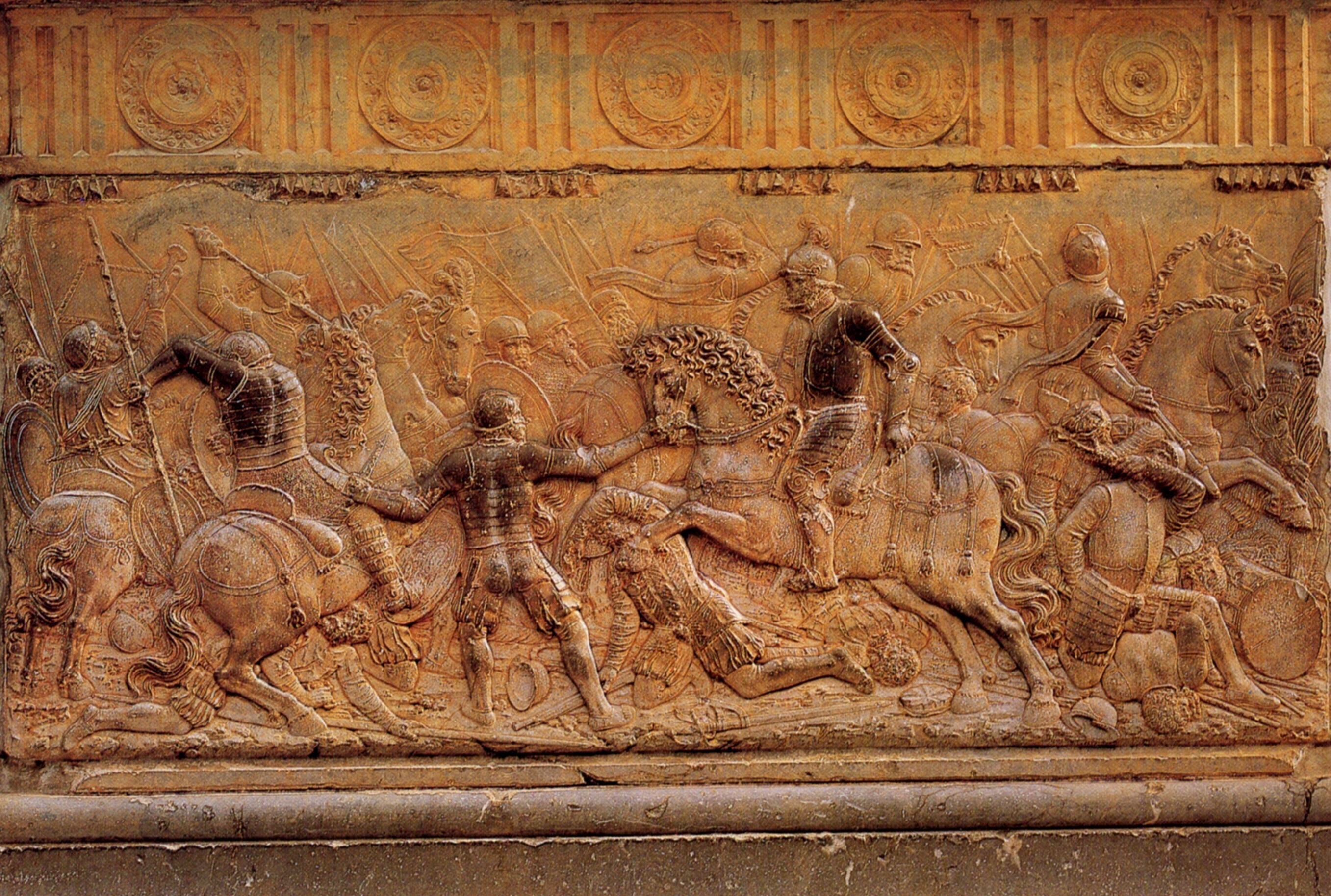
파비아 전투를 묘사한 부조

1525년 1월 란누아는 게오르크 폰 프룬즈베르크가 이끄는 15,000명의 란츠크네히츠를 지원받고 공격을 재개했다. 다발로스는 산 안젤로의 프랑스군 기지를 점령하고, 파비아와 밀라노 사이의 프랑스군 연락망을 끊었다. 란츠크네흐츠도 벨지오조소로 진군해 마을을 점령했다. 2월 2일경에는 란누아는 파비아에 접근할 수 있었다.
프랑수아 1세의 병력은 대부분 성벽으로 둘러싸인 미라벨로 평원에 주둔하고, 레이바의 수비군과 란누아의 지원군 사이에 포위군을 배치했다. 소규모의 전투가 한달내내 계속되면서 이 과정에서 메디치가 큰 부상을 입고 부대를 이끌고 피아첸차로 퇴각하고 만다. 때아닌 전력손실로 프랑수아 1세는 밀라노의 주둔군을 소환해 손실을 만회했지만 소모전만 계속되는 상황이었다. 2월 21일 황제군 지휘관들은 물자 고갈과 프랑스군의 수적 우위를 보고 안전한 퇴각을 위해 프랑스군을 향해 기습전을 벌이려 한다.

### 전투

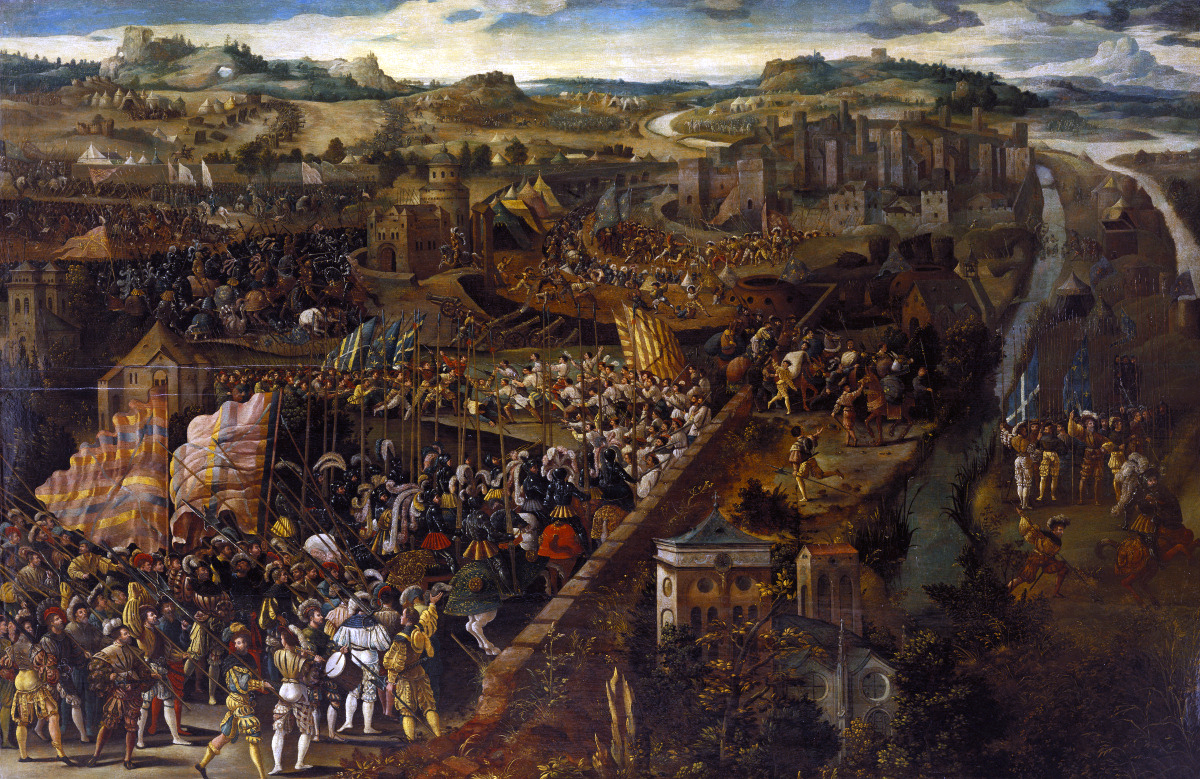
파비아 전투 이름모를 플랑드르 작가가 그린 16세기 오일 판넬.

2월 23일 저녁 야음을 틈타 황제군이 움직이기 시작했다. 때를 같이하여 황제군은 포위망에 포격을 시작했다. 프랑스군의 주의를 끄는 동안 페스카라가 지휘하는 기병대를 시작으로 5개 보병대와 2개 기병대가 북상했다. 북쪽의 얕은 강을 건넌 기습부대는 아침 5시경 알폰소 다발로스 지휘하의 화승총병 3천과 경기병대가 미리 공병에 의해 파괴된 성벽틈으로 침입해 들어갔다.
황제군 기병대를 발견한 프랑스 기병대간의 교전이 시작되면서 스위스 장창병이 프랑스군을 돕기 위해 달려왔다. 하지만 6시 30분경 데 바스토의 부대와 게오르크 폰 프룬즈베르크가 이끄는 6천의 란츠크네흐츠 용병부대와 맞부딪치면서 7시경 대규모 전면전이 벌어지게 되었다.
란누아가 인솔한 스페인-황제군 중갑기병대와 다발로스 휘하의 스페인 보병대는 숲속을 뚫고 서쪽으로 이동해 프랑스군 야영지를 급습했다. 프랑스군은 그동안 사태의 심각성을 깨닫지 못하다가 7시 20분경 포격준비를 하던 프랑스 포병대에게 발각되어 상황의 심각성을 깨닫는다.
프랑수아 1세는 아군의 배후에 적이 육박해 오는 것을 알고 중갑기병대를 보내 황제군을 일단 격파했다. 그러나 프랑스 중갑기병대의 무모한 돌격은 포병대의 포격을 방해했고, 기병대와 보병부대 사이의 거리를 너무 벌려놓았다. 다발로스는 퇴각한 황제군을 재정비하고, 샤를 3세, 프룬즈베르크, 데 바스토에게 지원을 요청했다.
프룬즈베르크가 지휘하는 용병대와 프랑스군의 스위스 보병들 사이에서 치열한 격전이 벌어지고 있었다. 두 용병대는 용맹함에 있어 유럽에서 1,2위를 다투는 자들이었다. 하지만 황제군의 기습과 화승총 부대의 가세로 스위스 보병대는 무너지고 말았다. 프랑스군은 더 이상 통제가 불가능해지면서 병사들은 전장에서 도망치기 시작했다.
8시경 황제군의 장창병과 화승총병이 프랑스 기병대를 포위해 전멸시킨다. "검은군단"도 프룬즈베르크의 란츠크네흐츠 용병부대에 전멸당한다. 프랑수아 1세는 황제군 화층총병에게 붙잡혀 포로가 되었다. 때를 같이하여 수비측의 안토니오 데 레이바도 수비군을 출격시켜 포위망을 형성한 프랑스군 몽모랑시 장군 휘하의 3천 명의 스위스 병사들을 격파했다. 패잔병은 티치노강을 건너 도주를 시도했지만 많은 수의 사상자가 발생했다. 9시경 전투는 종료되었다.

## 평가
포위망을 구축한 프랑스군은 병력집중에 어려움이 있었다. 그 결과 프랑스군의 반격은 소수병력을 차례로 투입하게 되어 황제군 주력부대인 테르시오에 의해 각개격파 당하는 잘못을 저지르게 되었다. 반격을 지원하던 포병도 사태변화에 대응하지 못하여 아무 도움이 되지 못했다.
황제군은 병력의 집중과 기동력을 살려 프랑스군에 대해 완벽한 승리를 거두었다. 프랑스군은 완전한 횡대가 아니었기에 황제군 기병대를 막지 못했다. 양군 모두 포격이 산발적으로 이루어졌기에 승패를 결정지은 건 보병부대의 소총병의 운용법이었다. 이 전투로 이탈리아 전쟁은 제 2기를 맞이하게 되고, 프랑스의 세력은 배제되었다.

## 참고 및 참조 문헌
- Black, Jeremy. "Dynasty Forged by Fire." MHQ: The Quarterly Journal of Military History 18, no. 3 (Spring 2006): 34–43. ISSN 1040-5992.
- Blockmans, Wim. Emperor Charles V, 1500–1558. Translated by Isola van den Hoven-Vardon. New York: Oxford University Press, 2002. ISBN 0-340-73110-9.
- 프란체스코 귀차르디니. The History of Italy. Translated by Sydney Alexander. Princeton: Princeton University Press, 1984. ISBN 0-691-00800-0.
- Hackett, Francis. Francis the First. Garden City, New York: Doubleday, Doran & Co., 1937.
- Hall, Bert S. Weapons and Warfare in Renaissance Europe: Gunpowder, Technology, and Tactics. Baltimore: Johns Hopkins University Press, 1997. ISBN 0-8018-5531-4.
- Knecht, Robert J. Renaissance Warrior and Patron: The Reign of Francis I. Cambridge: Cambridge University Press, 1994. ISBN 0-521-57885-X.
- Konstam, Angus. Pavia 1525: The Climax of the Italian Wars. Oxford: Osprey Publishing, 1996. ISBN 1-85532-504-7.
- Oman, Charles. A History of the Art of War in the Sixteenth Century. London: Methuen & Co., 1937.
- Phillips, Charles and Alan Axelrod. Encyclopedia of Wars. Volume 2. New York: Facts on File, 2005. ISBN 0-8160-2851-6.
- Taylor, Frederick Lewis. The Art of War in Italy, 1494–1529. Westport: Greenwood Press, 1973. ISBN 0-8371-5025-6.